# John O’Brien
John Patrick O’Brien (Los Angeles, 1977. augusztus 29. –) amerikai válogatott labdarúgó.

## Sikerek

### Klub
- AFC Ajax
  - Holland bajnok: 2001-02, 2003-04
  - Holland kupa: 2001-02
  - Johan Cruijff Shield-győztes: 2002

### Válogatott
- USA
  - CONCACAF-aranykupa: 2005